# Laika Come Home
| Críticas profissionais | Críticas profissionais |
| Avaliações da crítica  | Avaliações da crítica  |
| Fonte                  | Avaliação              |
| ---------------------- | ---------------------- |
| Allmusic               | [ 1 ]                  |
| NME                    | (7/10)                 |

Laika Come Home é um álbum de remixes da banda virtual britânica Gorillaz, lançado em 2002. Todos os remixes foram feitos pelo mesmo grupo, Spacemonkeyz. Os remixes são feitos em estilo dub. Em 2004, o álbum foi lançado com o Gorillaz como uma box set de edição limitada. O título do álbum é uma referência à cadela soviética Laika, segundo ser vivo enviado ao espaço, e Lassie Come Home, primeiro filme de Lassie.
O álbum alcançou a 156ª posição no The Billboard 200 e a 6ª no Top Electronic Albums.

## Faixas
1. "19/2000" ("Jungle Fresh") – 5:28
2. "Slow Country" ("Strictly Rubbadub") – 3:42
3. "Tomorrow Comes Today" ("Bañana Baby") – 5:29
4. "Man Research" ("Monkey Racket") – 5:57
5. "Punk" ("De-Punked") – 5:20
6. "5/4" ("P.45") – 4:27
7. "Starshine" ("Dub Ø9") – 5:17
8. "Sound Check (Gravity)" ("Crooked Dub") – 5:31
9. "New Genius (Brother)"  ("Mutant Genius") – 5:02
10. "Re Hash" ("Come Again") – 6:05
11. "Clint Eastwood" ("A Fistful of Peanuts") – 5:54
12. "M1 A1" ("Lil' Dub Chefin'") – 5:43
13. "Slow Country (More Rubba Dub)" – 5:14
14. "Clint Eastwood (More Peanuts)" – 6:39

As duas últimas faixas são exclusivas da versão em vinil e da edição limitada do CD. Na versão regular, elas são colocadas no final de "Lil' Dub Chefin'" como faixas escondidas.